# Псебе
Псебе́ (адыг. Псыбэ) — аул в Туапсинском районе Краснодарского края. Входит в состав муниципального образования «Новомихайловское городское поселение».

## География
Аул расположен в северной части Туапсинского района, по обоим берегам одноимённой реки Псебе. Находится в 14 км к востоку от административного центра — посёлка Новомихайловский, в 24 км к северо-востоку от Туапсе и в 87 км к югу от города Краснодар.
Граничит с землями населённых пунктов: Новомихайловский на западе, Ольгинка и Небуг на юго-западе.
Населённый пункт расположен на южном склоне Главного Кавказского хребта. Поселение находится в долине одноимённой реки Псебе и со всех сторон окружён горными грядами, со смешанным сосновым и лиственным лесом. Средние высоты на территории аула составляют около 140 метра над уровнем моря. Наивысшей точкой в окрестностях аула является гора — Почепсуха (911 м), по которой проходит водораздел Главного Кавказского хребта. Другими высшими точками в окрестностях аула являются горы — Пситлюк (517 м), Нижний Пикет (581 м), Подхребтовая (847 м) и др.
На территории аула развиты серо-лесные почвы.
Гидрографическая сеть представлена рекой Псебе (левый приток реки Нечепсухо). Чуть выше аула в реку Псебе впадают его главные притоки — Напсошок, Псебе-Же, Шхопчияко и др. В верховьях долины реки Псебе и её притоков расположены около двадцати водопадов, более известные под общим названием «Водопады Псебе».
Климат в ауле переходный от умеренно влажного к влажному субтропическому (Cfa согласно классификации климата Кёппена). Климат в основном характеризуют воздушные массы дующие с акватории Черного моря. Среднегодовая температура воздуха составляет около +12,5°С, со средними температурми июля около +22,7°С, и средними температурами января около +3,2°С. Среднегодовое количество осадков составляет около 1100 мм в год. Основная часть осадков выпадает в зимний период, что отличает южный склон Главного Кавказского хребта от северного (в районе Западного Кавказа), где большинство осадков выпадает в летний период.
| Показатель                    | Янв. | Фев. | Март | Апр. | Май  | Июнь | Июль | Авг. | Сен. | Окт. | Нояб. | Дек. | Год  |
| ----------------------------- | ---- | ---- | ---- | ---- | ---- | ---- | ---- | ---- | ---- | ---- | ----- | ---- | ---- |
| Средний суточный максимум, °C | 6,5  | 6,8  | 9,7  | 15,4 | 20,2 | 24,1 | 26,9 | 26,9 | 22,9 | 17,4 | 12,5  | 8,7  | 16,5 |
| Средняя температура, °C       | 3,2  | 3,5  | 5,9  | 11,1 | 15,9 | 19,9 | 22,7 | 22,6 | 18,4 | 13,2 | 9,0   | 5,5  | 12,6 |
| Средний суточный минимум, °C  | 0,0  | 0,2  | 2,1  | 6,9  | 11,7 | 15,7 | 18,5 | 18,3 | 14,0 | 9,0  | 5,6   | 2,4  | 8,7  |
| Норма осадков, мм             | 121  | 112  | 88   | 71   | 72   | 84   | 70   | 87   | 82   | 78   | 112   | 128  | 1105 |

## Этимология
Название реки и аула Псебе происходит от адыгского (шапсугского) псы — «вода, река» и бэ — «много». Топоним можно перевести как «многоводный». В период таяния снегов и дождей полноводность реки резко увеличивается.

## История
- Поселение было основано переселенцами из аула Тахтамукай в период с 1883 по 1885 года, на месте существовавшего до 1864 года шапсугского аула, чьё население было полностью выселено в Османскую империю после окончания Кавказской войны.
- В 1905 году в ауле имелось 16 дворов. В 1920 году число дворов уже составляло 44, с населением около 300 человек.
- 13 сентября 1924 года аул Псебе передан из Туапсинского района в состав вновь образованного Карповсого сельского Совета Шапсугского национального района Черноморского округа Северо-Кавказского края.
- В 1930-х годах в селе Псебе Шапсугского района действовал колхоз «Ответ Вредителям».
- 16 апреля 1940 года аул Псебе возвращен в состав Туапсинского района Краснодарского края, в качестве его отдельного сельсовета.
- 17 июля 1954 года Псебенский сельский Совет упразднён и административно подчинён горсовету посёлка Новомихайловский[4].

## Микрорайоны
Аул исторически делится на несколько микрорайонов (адыг. хьабл):
- Дамкуатль (адыг. Дамкуалъ) — место лещины.
- Тфишатль (адыг.  Тфышъалъ) — место где растёт твёрдое дерево.
- Коблетам (адыг. Къоблэтам) — возвышенность Коблевых.
- Алале-хабль (адыг. Алалэхьабл) — квартал Алалевых.
- Едиджоко-хабль (адыг. Едыджокъохьабл) — квартал Едиджоковых.

## Население
| 1989 | 1999 | 2002 | 2010 |
| ---- | ---- | ---- | ---- |
| 606  | ↘523 | ↘414 | ↗416 |

Национальный состав
По данным Всероссийской переписи населения 2010 года:
| Народ           | Численность, чел. | Доля от всего населения, % |
| --------------- | ----------------- | -------------------------- |
| адыги (черкесы) | 375               | 88,5 %                     |
| русские         | 15                | 4,8 %                      |
| другие          | 27                | 6,7 %                      |
| всего           | 417               | 100 %                      |

По данным Всероссийской переписи населения 2021 года:
| Народ             | Численность, чел. | Доля от всего населения, % |
| ----------------- | ----------------- | -------------------------- |
| Адыги (Черкесы)   | 338               | 79,34 %                    |
| Русские           | 77                | 18,07 %                    |
| другие/не указано | 11                | 2,59 %                     |
| всего             | 426               | 100,0 %                    |

## Образование
- Общеобразовательная школа № 17 — ул. Мира, 43.
- Детский Сад № 9 «Колобок» — ул. Шапсугская, 3.

## Здравоохранение
- Фельдшерско-акушерский пункт

## Ислам
До установления советской власти, в ауле имелась деревянная мечеть, которая впоследствии была разрушена. В 2006 году было заложено строительство новой мечети.

## Улицы
Улицы:

| Горная   |
| Заречная |
| Мира     |

| Мостовая  |
| Орлятская |
| Сосновая  |

| Тихая      |
| Шапсугская |

Переулки:

| Крутой |

| Садовый |

| Электрон |

## Достопримечательности
Вблизи дороги к аулу расположено дерево - многолетний дуб, который считается священным у адыгов. Возле него издавна проходили черкесские молебны - тхьэлъэ1у. Дерево находится под охраной государства.

## Галерея

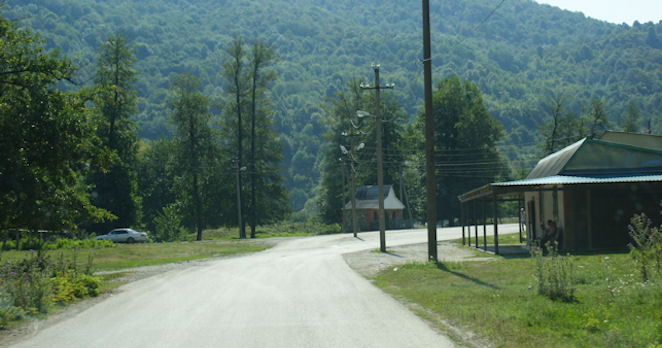
Въезд в аул Псебе
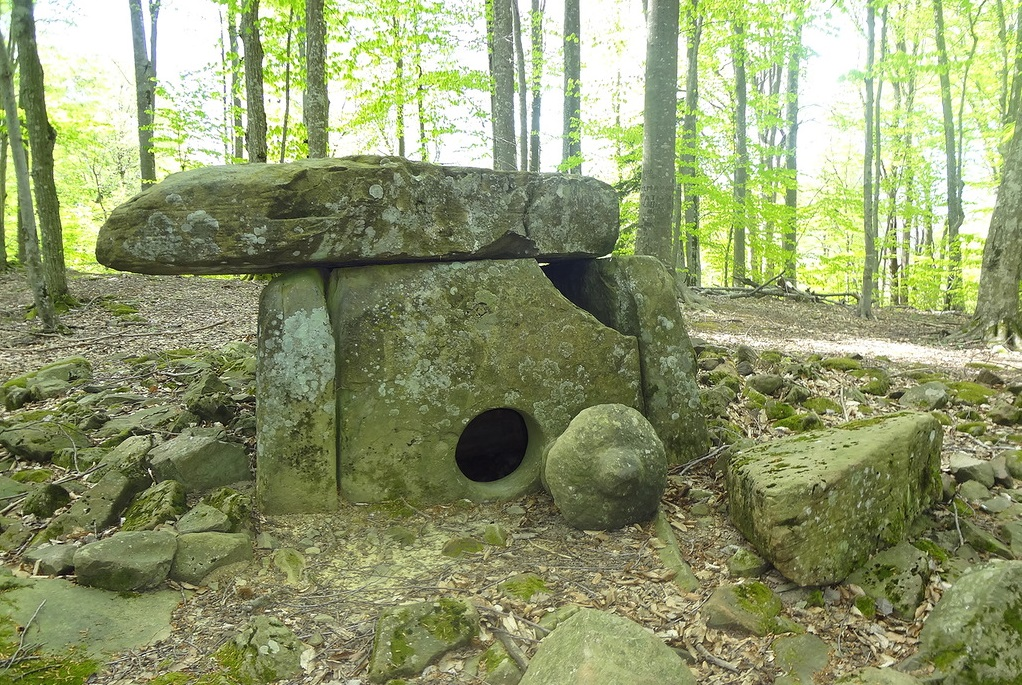
Дольмен в окрестностях Псебе
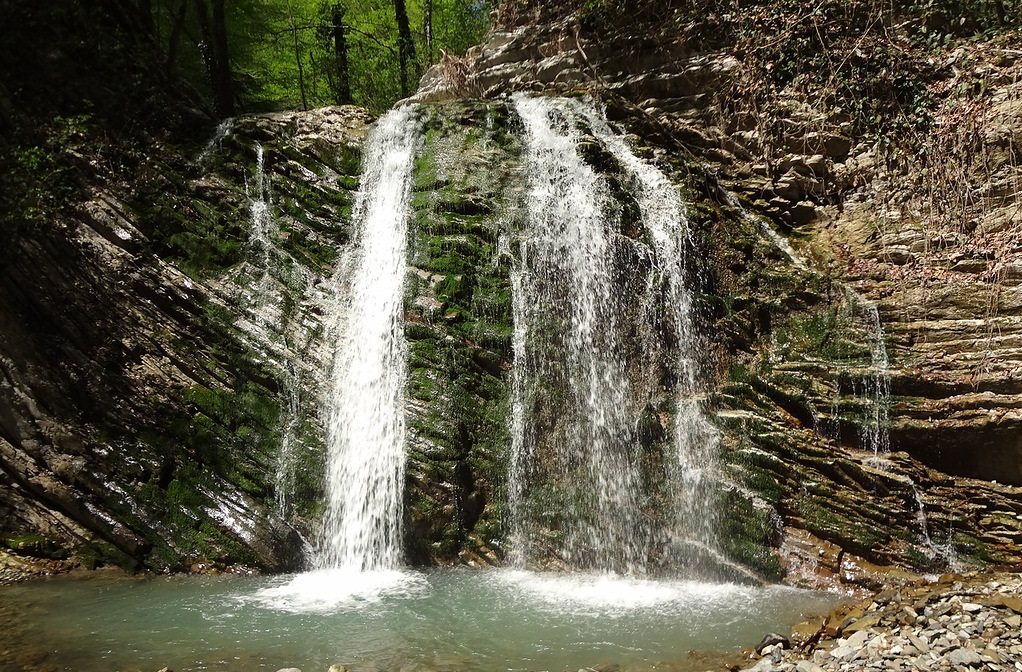
Водопад в окрестностях Псебе
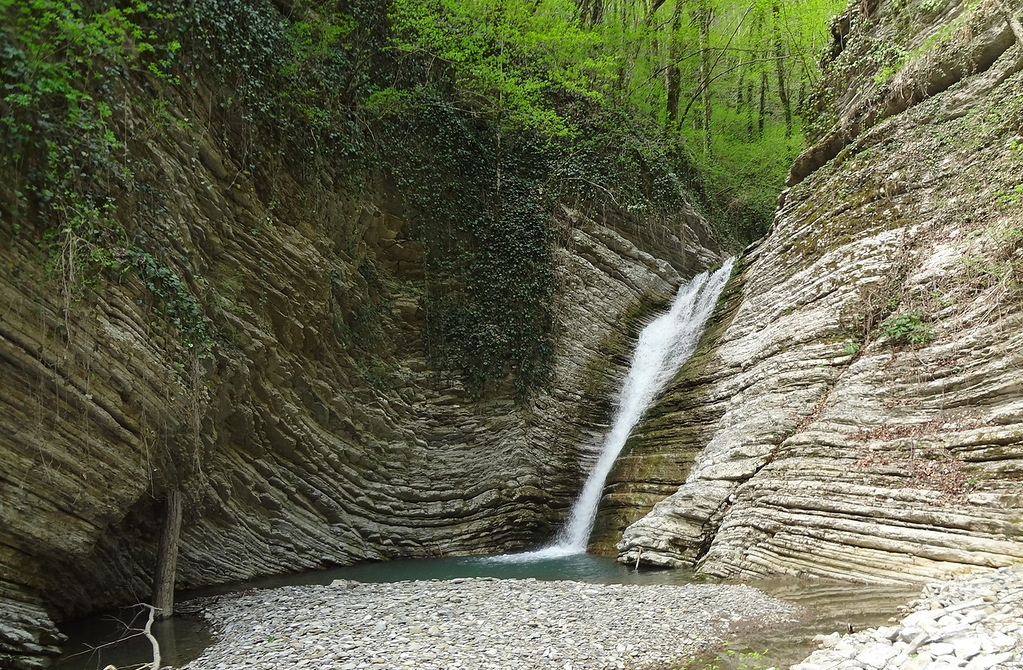
Водопад на реке Псебе
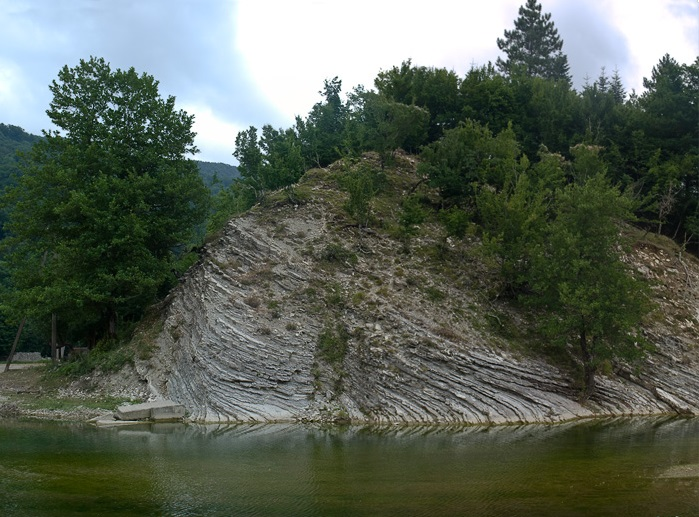
Река Псебе у аула Псебе